# Lijst van burgemeesters van De Haan
Dit is een lijst van burgemeesters van de Belgische gemeente De Haan sinds haar ontstaan in 1977 door de fusie van Klemskerke, Vlissegem en Wenduine.

## Lijst
| Nr. | Burgemeester | Burgemeester              | Partij | Partij             | Begin | Einde |
| --- | ------------ | ------------------------- | ------ | ------------------ | ----- | ----- |
| 1   |              | Marcel Meyers (1921-2007) |        | Lijst Burgemeester | 1977  | 1985  |
| 2   |              | Ivan Cattrysse (1945)     |        | Lijst Burgemeester | 1985  | 2005  |
| 3   |              | Christine Beirens (1966)  |        | Lijst Burgemeester | 2006  | 2012  |
| 4   |              | Peter Breemersch          |        | Bewust '12         | 2013  | 2018  |
| 5   |              | Wilfried Vandaele (1959)  |        | Open+N-VA          | 2019  | heden |

## Tijdlijn
Brussels Hoofdstedelijk Gewest:
Anderlecht · 
Brussel

Vlaanderen:
Aalst · 
Aarschot · 
Antwerpen · 
 Asse · 
Beernem · 
Bertem · 
Blankenberge · 
Brugge · 
Damme · 
De Haan · 
De Panne · 
Deerlijk · 
Deinze · 
Eeklo · 
Evergem · 
Galmaarden · 
Geraardsbergen · 
Gent · 
Halle · 
Hasselt · 
Herent · 
Herk-de-Stad · 
Herzele · 
Heusden-Zolder · 
Houthalen-Helchteren · 
Ichtegem · 
Kaprijke · 
Knokke-Heist · 
Kortemark · 
Kortenberg · 
Kortrijk · 
Leuven · 
Lichtervelde · 
Lievegem · 
Lokeren · 
Maldegem · 
Mechelen · 
Moerbeke-Waas · 
Ninove · 
Oostende · 
Oostkamp · 
Poperinge · 
Roeselare · 
Ronse · 
Sint-Lievens-Houtem · 
Sint-Niklaas · 
Sint-Truiden · 
Temse · 
Tielt · 
Tienen · 
Tongeren · 
Torhout · 
Veurne · 
Waregem · 
Wellen · 
Wetteren · 
Wichelen · 
Zaventem · 
Zedelgem · 
Zele · 
Zonhoven · 
Zottegem

Wallonië: 
Charleroi · 
's-Gravenbrakel · 
Morlanwelz · 
Ophain-Bois-Seigneur-Isaac